# Изенгоф
И́зенгоф (нем. Neu-Isenhof), также мыза Пю́сси (эст. Püssi mõis) — рыцарская мыза в уезде Ида-Вирумаа на северо-востоке Эстонии. Согласно историческому административному делению относилась к приходу Люганузе. В годы Российской империи находилась на территории Эстляндской губернии и относилась к приходу Луггенгузен.

## История мызы
Первые сведения о мызе Пюсси (Puisse) относятся к 1541 году, т. е. к временам до Ливонской войны. В XV–XVII веках она принадлежала семейству Туве-Таубе, в XVII — начале XVIII века — шведскому дворянскому роду Оксеншерна. В 1732 году мыза отошла во владение генерал-майора, ландрата Эстляндии и главы Эстляндского рыцарства Отто Магнуса фон Штакельберга и принадлежала роду Штакельбергов до отчуждения в результате земельной реформы 1919 года.
Штакельберги — одно из самых известных и могущественных дворянских семейств Эстляндии и Ливонии. В конце XVIII столетия им принадлежали мызы Пюсси, Хирмузе, Пуртсе, Воорепере, Кохтла, Эреда, Пагари, Атсалана, Пунгерья, Солдина. На мызе Пюсси вместе с её скотоводческой мызой Хирмузе и близрасположенной мызой Пуртсе (Альт-Изенгоф, нем. Alt-Isenhof) по данным переписи насчитывались 2422 ревизские души.

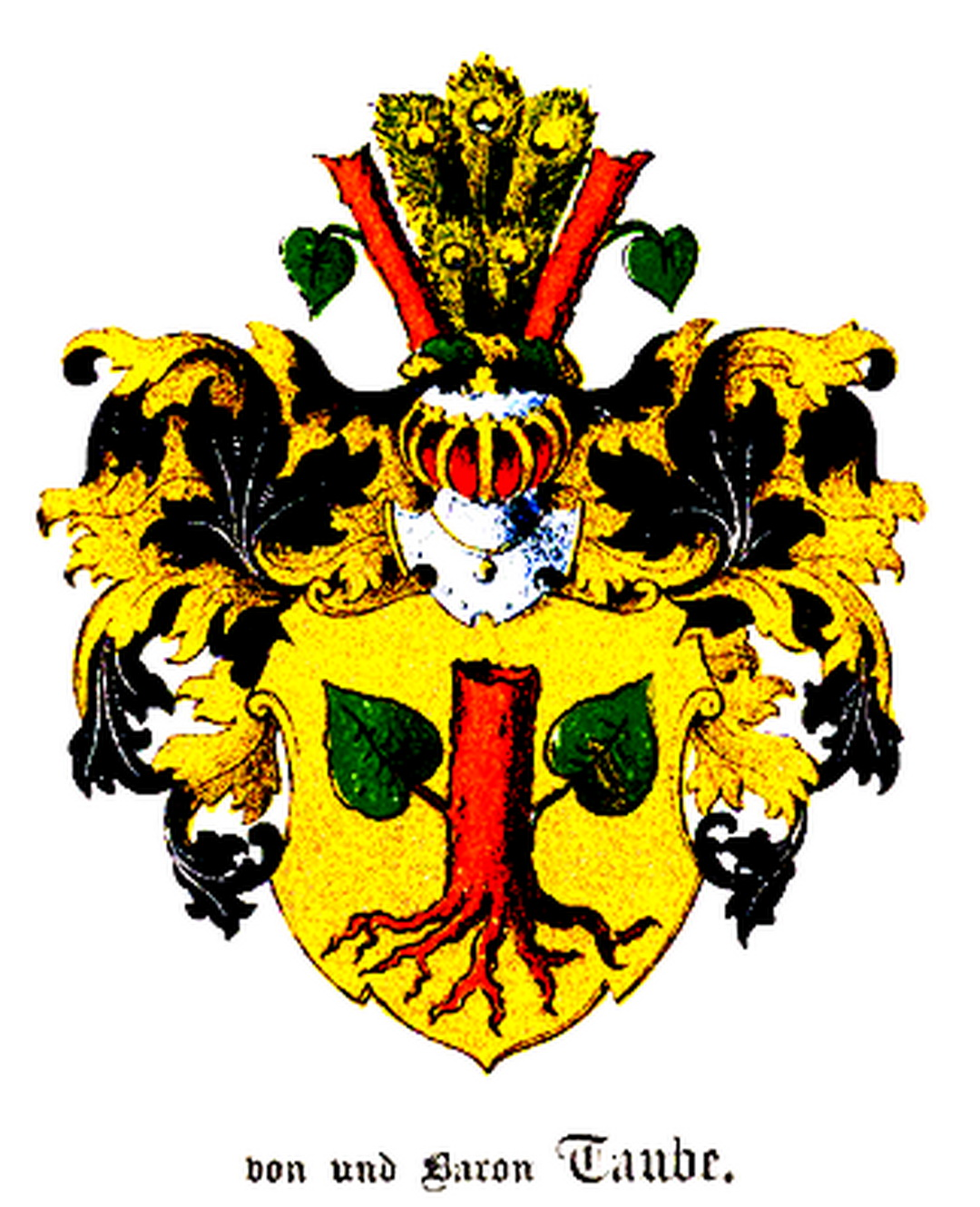
Герб рода Таубе
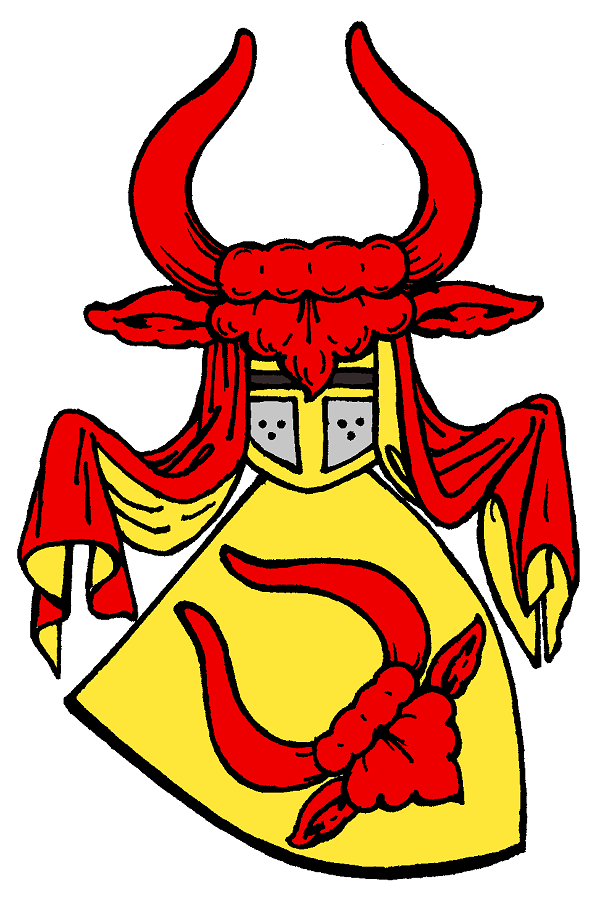
Герб рода Оксеншерна
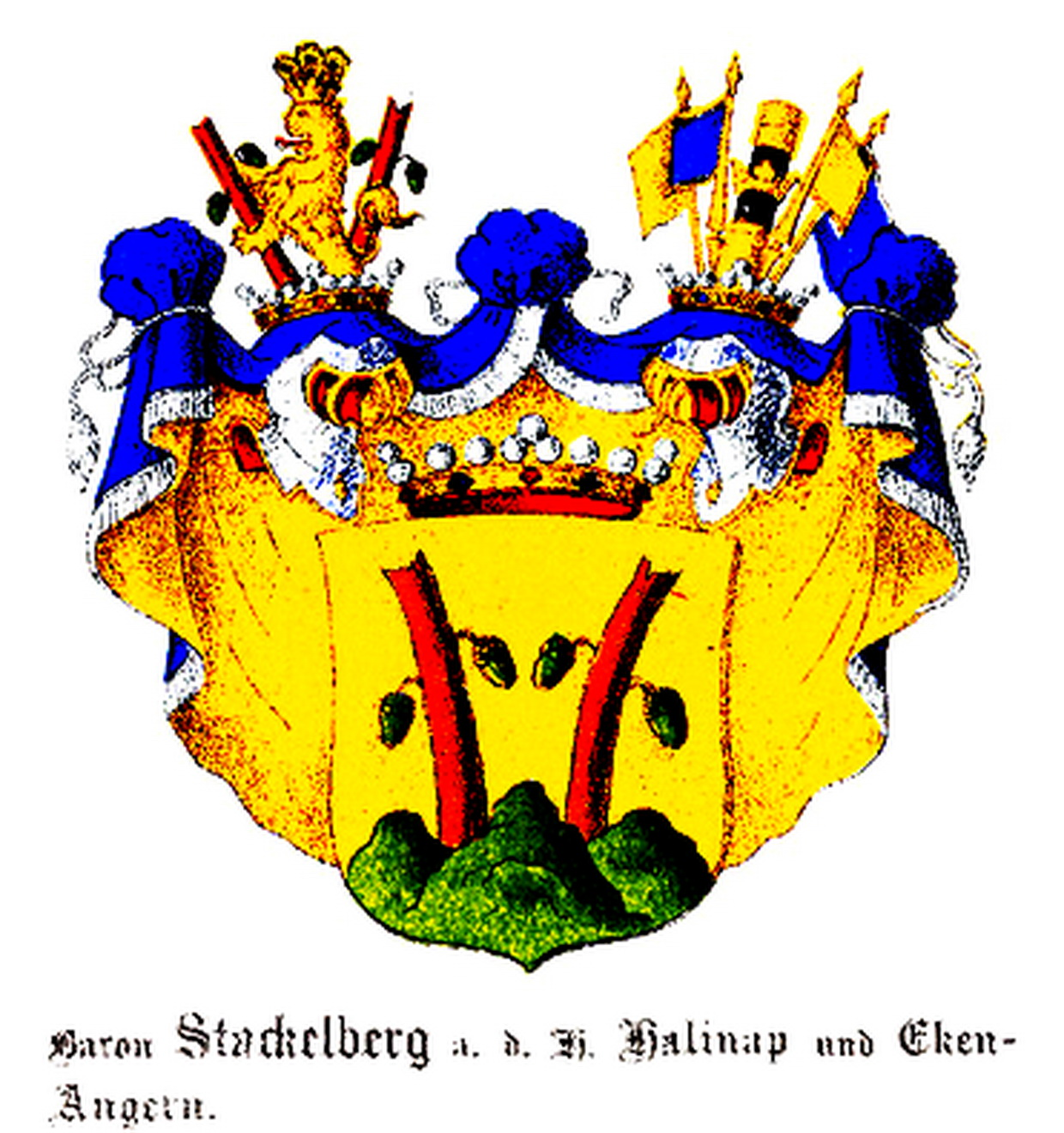
Герб Штакельбергов

На военно-топографических картах Российской империи (1846–1863 годы), в состав которой входила Эстляндская губерния, мыза обозначена как Изенгофъ.
В середине XIX столетия Изенгоф была самой большой мызой в приходе Люганузе, ей принадлежало 22,4 сохи земли.
Во второй половине XIX века на высоком восточном берегу реки Пюсси, на принадлежащих мызе землях, примерно в 800 метрах к северу от железнодорожного моста, была найдена украшенная драгоценными камнями брошь-игла с великолепной кольцевой головкой, снабжённой различными подвесками и крючками. Подобные броши были распространены на территории современных Эстонии и Финляндии в период среднего железного века, их поздние формы встречаются также в первой половине эпохи викингов. Как и в Финляндии, так и в Эстонии найдено около 25 таких брошей; за пределами компактного ареала известна только одна брошь из Латвии, одна с Готланда и одна с острова Меларен. Брошь-игла, найденная в Пюсси, является наиболее представительной из упомянутых брошей и имеет хорошо сохранившуюся форму.
К середине 1917 года в большинстве регионов Эстонии все важнейшие Советы стали большевистскими. В соответствии с постановлением Совета рабочих и крестьянских депутатов Эстонии от 24 ноября 1917 года, которое поддержала Эстонская конференция безземельных (крестьянской бедноты) в Таллине 3-4 декабря, начался процесс национализации балтийско-немецких мыз. В целом передача имений шла без противоборства мызников, но 10 декабря 1917 года на мызе Пюсси возник серьёзный конфликт, в ходе которого были застрелены трое прибывших из Таллина красногвардейцев. Это стало единственным кровопролитием между «красными» и «белыми» в Эстонии в первый период советской власти. Главное здание (господский особняк) мызы было подожжено и погибло в пожаре.
Советская власть продержалась в Эстонии только три с половиной месяца. В начале существования Первой Эстонской республики (1924–1926 годы) на руинах господского дома мызы была построена Пюссиская школа; в настоящее время в этом здании работает Люганузеская основная школа.

## Мызный комплекс
В Государственный регистр памятников культуры Эстонии внесены 11 объектов мызного комплекса:
- парк, основан в конце 19-го столетия, площадь 3,5 гектара. После строительства школы на краю парка была возведена спортивная площадка. При инспектировании 30.09.2019 состояние парка оценивалось как хорошее[7];
- парковый амбар, при инспектировании 30.09.2019 находился в хорошем состоянии[8];
- дом мызных работников, при инспектировании 17.10.2019 состояние удовлетворительное[9];

- водочная фабрика, построена в 1862 году. Большое оштукатуренное здание из плитняка имеет несколько пристроек и вальмовую крышу, крытую красной жестью; его первый этаж значительно выше других. Многократно перестраивалось, из-за чего его основные контуры плохо просматриваются. Состояние при инспектировании 17.10.2019 оценено как хорошее[10];
- коровник, при инспектировании 17.10.2019 состояние оценено как удовлетворительное[11];
- дом управляющего мызой, при инспектировании 17.10.2019 находился в плохом состоянии[12];
- судебный дом, построен в 19-м столетии, является примером исключительного типа зданий той эпохи. В настоящее время это оштукатуренное здание из плитняка с двускатной крышей, крытой красной жестью; в нём располагается волостная управа. При инспектировании 17.10.2019 состояние здания оценивалось как удовлетворительное[13];
- второй дом мызных работников. В период Первой Эстонской республики в нём размещалось отделение полиции, с лета 2005 года работает молодёжный центр. При реставрации его уникальной крыши (таких в Эстонии насчитывается только три) все её камни были сняты, очищены и заново уложены; на это было затрачено 180 000 крон. При инспектировании 17.10.2019 состояние дома оценивалось как хорошее[14];
- хлев, при инспектировании 17.09.2018 состояние плохое[15];
- каретник, при инспектировании 28.06.2019 состояние плохое[16];
- кузница, при инспектировании 23.09.2019 находилась в руинах[17].

Здание школы, построенное на месте господского особняка мызы Пюсси, также внесено в Государственный регистр памятников культуры Эстонии.

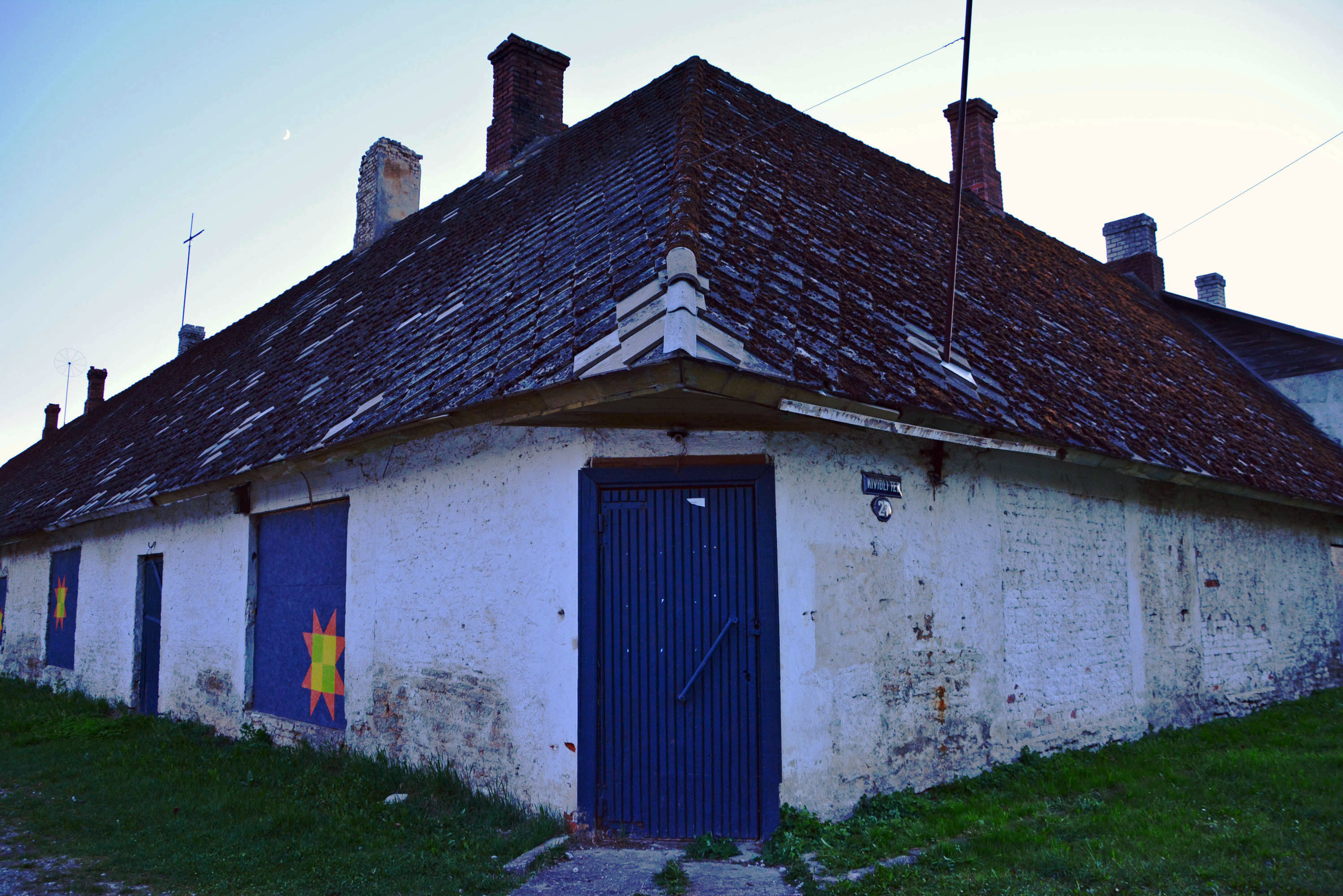
Хлев
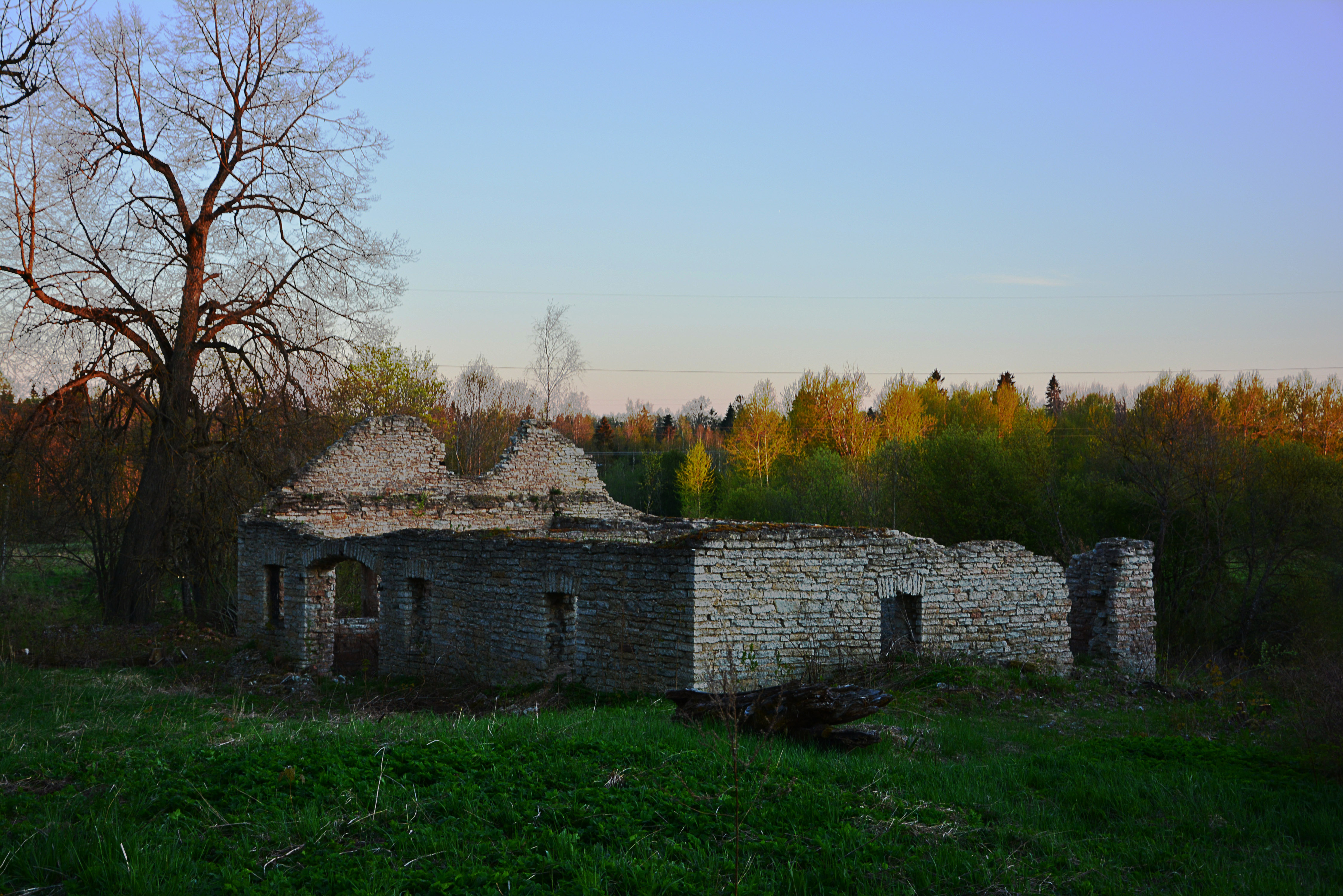
Кузница
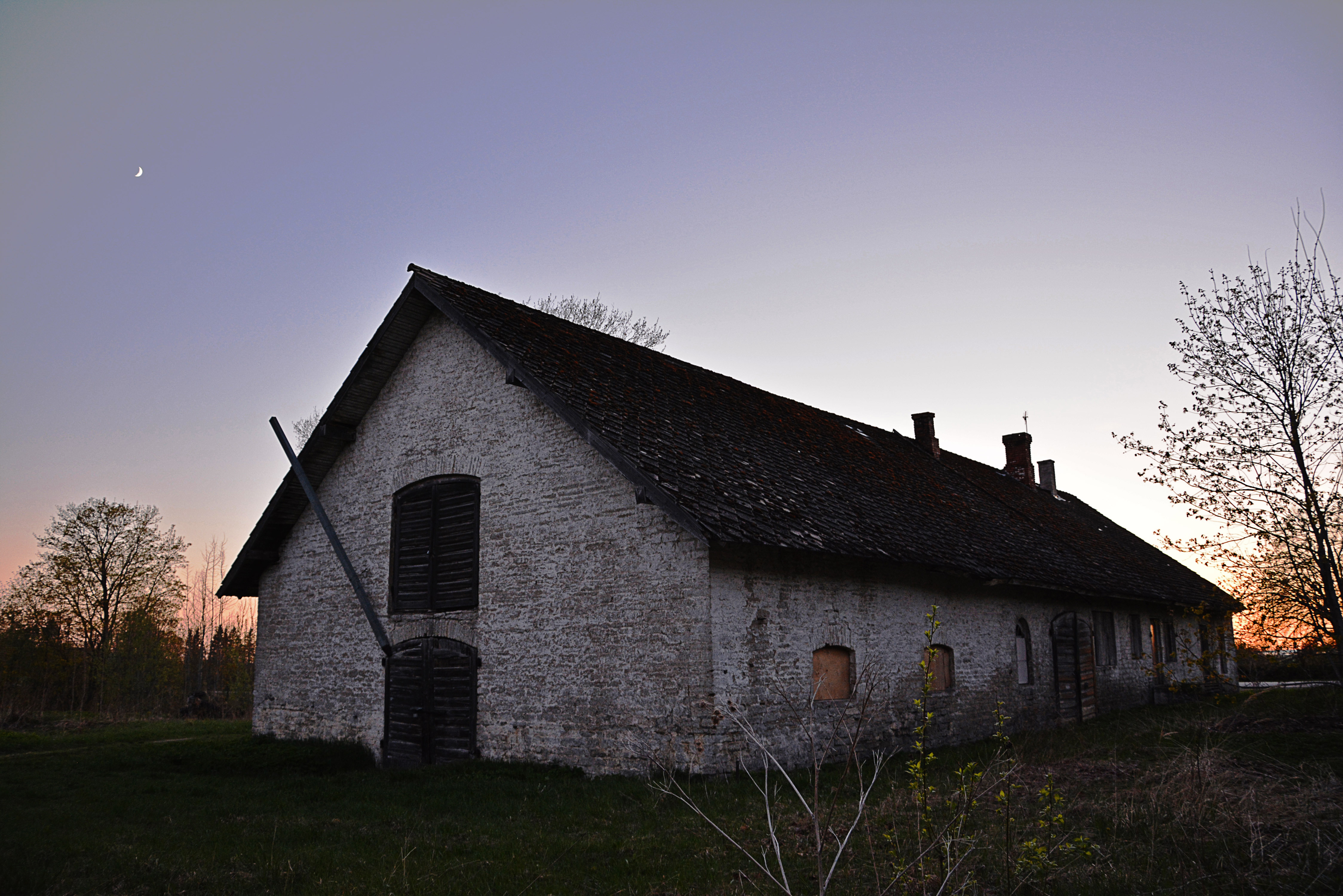
Каретный сарай
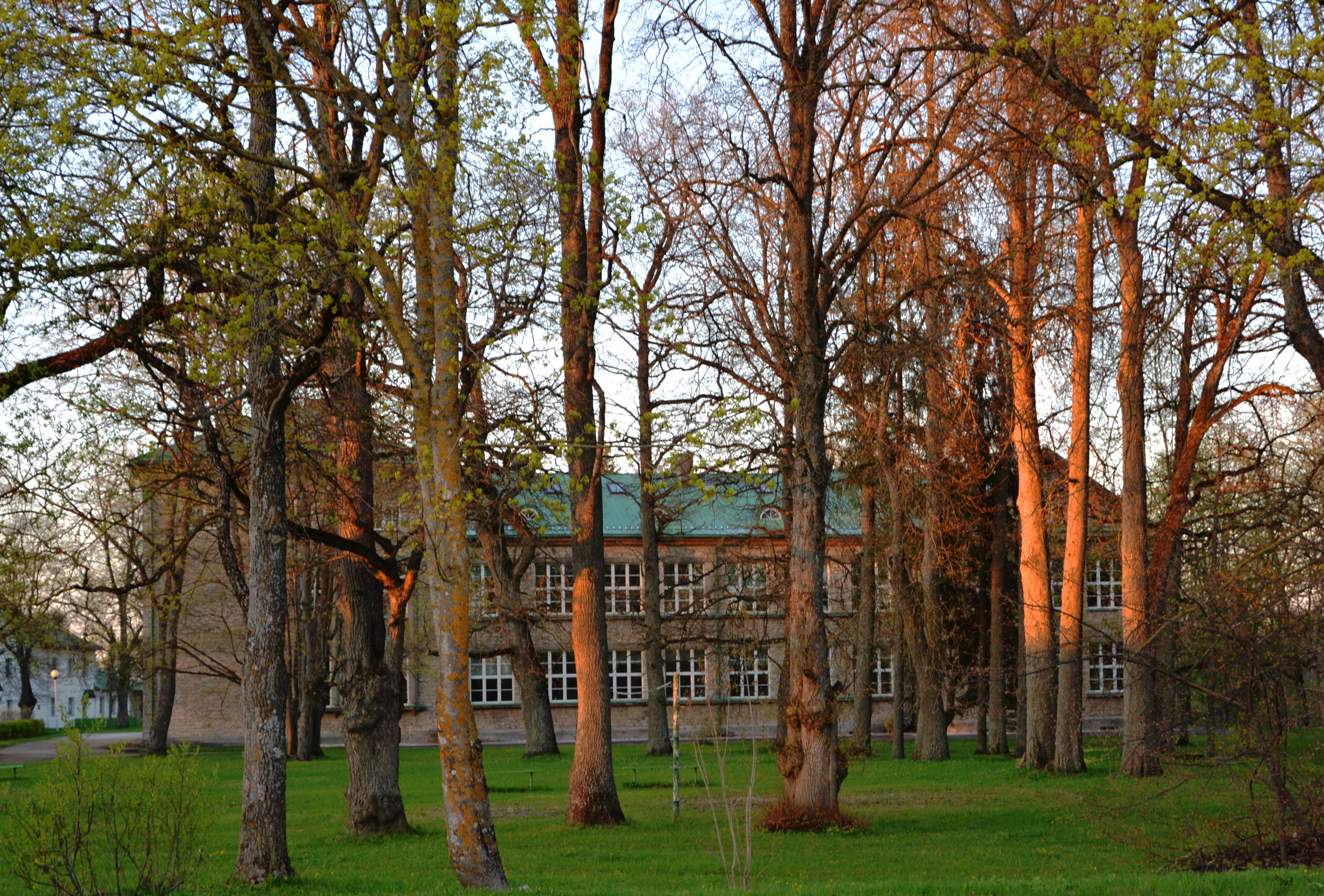
Здание Пюссиской школы